# Salvador (Lanao del Norte)
Salvador (Bayan ng Salvador) är en kommun i Filippinerna. Kommunen ligger på ön Mindanao, och tillhör provinsen Lanao del Norte. Folkmängden uppgår till 17 055 invånare.

## Barangayer
Salvador är indelat i 25 barangayer.
| - Barandia - Bulacon - Buntong - Calimodan - Camp III - Curva-Miagao - Daligdigan - Kilala - Mabatao - Madaya - Mamaanon - Mapantao - Mindalano | - Padianan - Pagalongan - Pagayawan - Panaliwad-on - Pangantapan - Pansor - Patidon - Pawak - Poblacion - Saumay - Sudlon - Inasagan |